# تپلک پابزرگ
تپلک پابزرگ (نام علمی: Scytalopus macropus) گونه‌ای پرنده از تیرهٔ تپلکان (Rhinocryptidae) است. این گونه بومی پرو است.